# 美国最高法院大法官列表

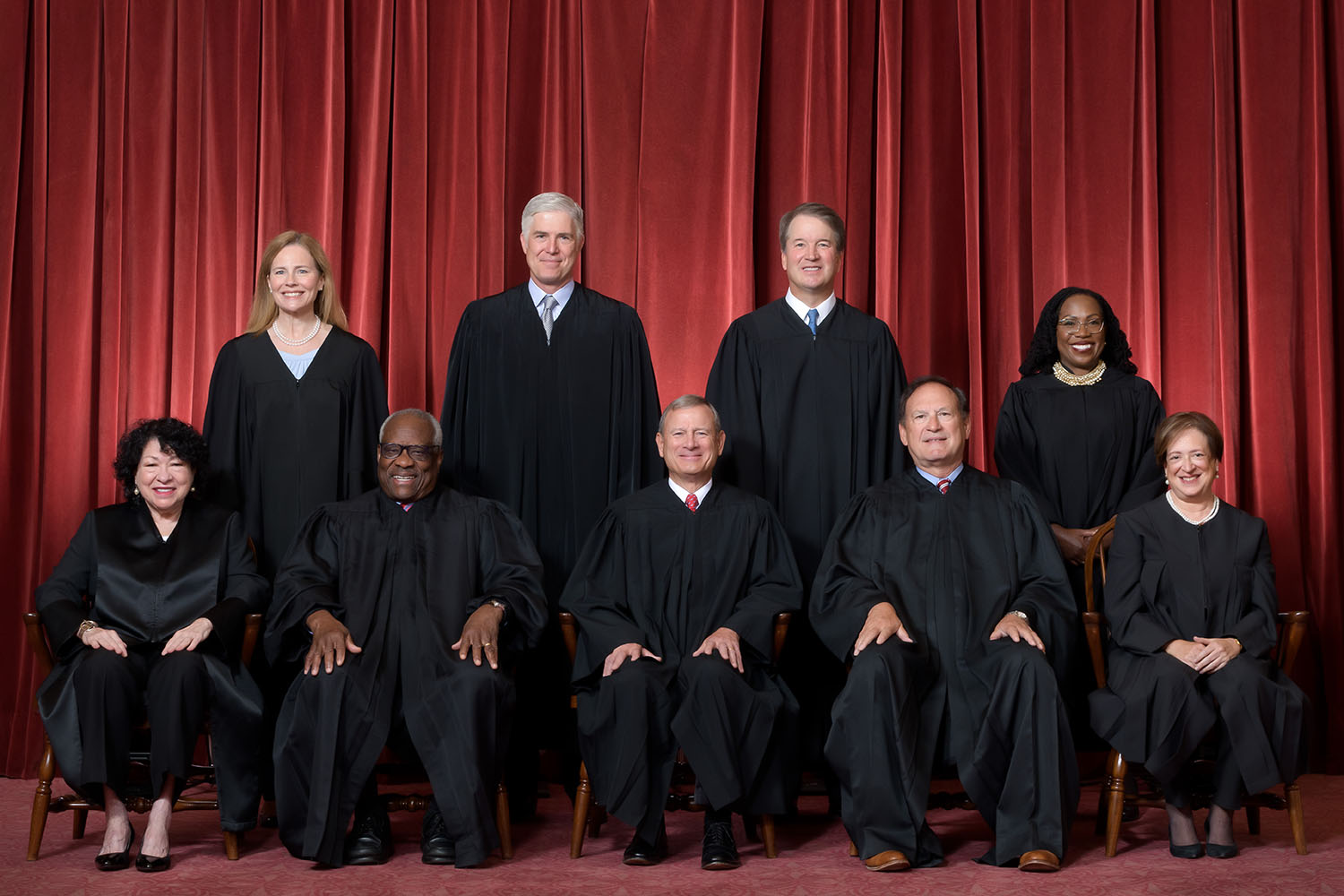
2022年6月30日至今羅伯茨法院
前排左起：大法官索尼娅·索托马约尔、大法官克拉倫斯·托馬斯、首席大法官約翰·羅伯茨、大法官塞繆爾·阿利托, 大法官艾蕾娜·卡根，後排左起：大法官艾米·康尼·巴雷特、大法官尼尔·戈萨奇、大法官布雷特·卡瓦諾、大法官凯坦吉·布朗·杰克森

美国最高法院是美利坚合众国最高级别的司法部门。其目前的人事组成包括一位美国首席大法官和八位大法官。根据美利坚合众国宪法第二条中的规定，所有大法官需由美国总统提名，再经美国联邦参议院批准，所有大法官一经上任，“如行为端正”则可终身任职。目前，首席大法官的薪水为每年22万3500美元，其他大法官为每年21万3900美元。2022年6月30日凯坦吉·布朗·杰克森成为美国最高法院第116位大法官，她还是美国最高法院第6位女性大法官和非裔女性大法官。
美国最高法院于1789年根据美利坚合众国宪法第三条建立，其中规定“合众国的司法权，属于最高法院和国会不时规定和设立的下级法院。”。国会随着《1789年司法条例》的通过而建立了法院。其中还规定了法院的初审和上诉管辖权，建立了13个司法管辖区，并将大法官的人数确定为6人（1位首席大法官和5位大法官）。
司法条例通过后，国会已经先后数次改变最高法院的大法官人数规定，这些改变一般都与整个国家面积和人口的不断扩张直接相关。大法官的总人数于1801年降到了5人，又于1807年增加到7人，1837年增加到9人，1863年增加到10人。1866年又减少到7人，1869年，国会重新将大法官人数规定至9人，这一数字也一直保持至今。最高法院法官可以终身任职，截止2013年5月上旬，一共有54位大法官选择退休或辞职。所有大法官上任时的平均年龄为53岁，从历史上看，大法官任职的平均年限要少于15年，不过如果仅从1970年起统计，平均每位大法官任职达到约26年。

## 大法官列表
埃德温·M·斯坦顿正式上任前就已故世，因此没有包含在以下列表中：
| 法官 | 法官 | 法官                                            | 州份               | 职位        | 接替         | 确认日期 (投票)                  | 任期                                              | 任期时长  | 提名总统                 |
| ---- | ---- | ----------------------------------------------- | ------------------ | ----------- | ------------ | -------------------------------- | ------------------------------------------------- | --------- | ------------------------ |
| 1    |      | 约翰·杰伊 (1745–1829)                           | 纽约州             | 首席 大法官 | 首次设立     | 1789年9月26日 (鼓掌通过)         | 1789年10月19日 – 1795年6月29日 (辞职)             | 5年253天  | 乔治·华盛顿              |
| 2    |      | 约翰·拉特利奇 (1739–1800)                       | 南卡罗来纳州       | 大法官      | 首次设立     | 1789年9月26日 (鼓掌通过)         | 1790年2月15日 – 1791年3月4日 (辞职)               | 1年17天   | 乔治·华盛顿              |
| 3    |      | 威廉·库欣 (1732–1810)                           | 麻薩諸塞州         | 大法官      | 首次设立     | 1789年9月26日 (鼓掌通过)         | 1790年2月2日 – 1810年9月13日 (逝世)               | 20年223天 | 乔治·华盛顿              |
| 4    |      | 詹姆斯·威尔逊 (1742–1798)                       | 宾夕法尼亚州       | 大法官      | 首次设立     | 1789年9月26日 (鼓掌通过)         | 1789年10月5日 – 1798年8月21日 (逝世)              | 8年320天  | 乔治·华盛顿              |
| 5    |      | 小约翰·布莱尔 (1732–1800)                       | 弗吉尼亚州         | 大法官      | 首次设立     | 1789年9月26日 (鼓掌通过)         | 1790年2月2日 – 1795年10月25日 (辞职)              | 5年265天  | 乔治·华盛顿              |
| 6    |      | 詹姆斯·艾瑞德尔 (1751–1799)                     | 北卡罗来纳州       | 大法官      | 首次设立     | 1790年2月10日 (鼓掌通过)         | 1790年5月12日 – 1799年10月20日 (逝世)             | 9年161天  | 乔治·华盛顿              |
| 7    |      | 托马斯·约翰逊 (1732–1819)                       | 马里兰州           | 大法官      | J. Rutledge  | 1791年11月7日 (鼓掌通过)         | 1792年8月6日 – 1793年1月16日 (辞职)               | 163天     | 乔治·华盛顿              |
| 8    |      | 威廉·帕特森 (1745–1806)                         | 新泽西州           | 大法官      | T. Johnson   | 1793年3月4日 (鼓掌通过)          | 1793年3月11日 – 1806年9月8日 (逝世)               | 13年181天 | 乔治·华盛顿              |
| 2    |      | 约翰·拉特利奇 (1739–1800)                       | 南卡罗来纳州       | 首席 大法官 | Jay          | 1795年12月15日 (10–14)           | 1795年8月12日 – 1795年12月28日 (辞职，提名被否决) | 138天     | 乔治·华盛顿              |
| 9    |      | 塞缪尔·蔡斯 (1741–1811)                         | 马里兰州           | 大法官      | Blair        | 1796年1月27日 (鼓掌通过)         | 1796年2月4日 – 1811年6月19日 (逝世)               | 15年135天 | 乔治·华盛顿              |
| 10   |      | 奥利弗·埃尔斯沃思 (1745–1807)                   | 康乃狄克州         | 首席 大法官 | J. Rutledge  | 1796年3月4日 (21–1)              | 1796年3月8日 – 1800年12月15日 (辞职)              | 4年282天  | 乔治·华盛顿              |
| 11   |      | 布什罗德·华盛顿 (1762–1829)                     | 弗吉尼亚州         | 大法官      | Wilson       | 1798年12月20日 (鼓掌通过)        | 1798年11月9日 – 1829年11月26日 (逝世)             | 31年17天  | 约翰·亚当斯              |
| 12   |      | 阿尔弗雷德·摩尔 (1755–1810)                     | 北卡罗来纳州       | 大法官      | Iredell      | 1799年12月9日 (鼓掌通过)         | 1800年4月21日 – 1804年1月26日 (辞职)              | 3年280天  | 约翰·亚当斯              |
| 13   |      | 约翰·马歇尔 (1755–1835)                         | 弗吉尼亚州         | 首席 大法官 | Ellsworth    | 1801年1月27日 (鼓掌通过)         | 1801年2月4日 – 1835年7月6日 (逝世)                | 34年152天 | 约翰·亚当斯              |
| 14   |      | 威廉·约翰逊 (1771–1834)                         | 南卡罗来纳州       | 大法官      | Moore        | 1804年3月24日 (鼓掌通过)         | 1804年5月7日 – 1834年8月4日 (逝世)                | 30年89天  | 托马斯·杰斐逊            |
| 15   |      | 亨利·利文斯顿 (1757–1823)                       | 纽约州             | 大法官      | Paterson     | 1806年12月17日 (鼓掌通过)        | 1807年1月20日 – 1823年3月18日 (逝世)              | 16年57天  | 托马斯·杰斐逊            |
| 16   |      | 托马斯·托德 (1765–1826)                         | 肯塔基州           | 大法官      | 新席位       | 1807年3月2日 (鼓掌通过)          | 1807年3月3日 – 1826年2月7日 (逝世)                | 18年341天 | 托马斯·杰斐逊            |
| 17   |      | 盖比瑞尔·杜瓦尔 (1752–1844)                     | 马里兰州           | 大法官      | S. Chase     | 1811年11月18日 (鼓掌通过)        | 1811年11月23日 – 1835年1月12日 (辞职)             | 23年50天  | 詹姆斯·麦迪逊            |
| 18   |      | 約瑟夫·斯多利 (1779–1845)                       | 麻薩諸塞州         | 大法官      | Cushing      | 1811年11月18日 (鼓掌通过)        | 1812年2月3日 – 1845年9月10日 (逝世)               | 33年219天 | 詹姆斯·麦迪逊            |
| 19   |      | 史密斯·汤普森 (1768–1843)                       | 纽约州             | 大法官      | Livingston   | 1823年12月9日 (鼓掌通过)         | 1823年9月1日 – 1843年12月18日 (逝世)              | 20年108天 | 詹姆斯·门罗              |
| 20   |      | 罗伯特·特伦伯尔 (1776–1828)                     | 肯塔基州           | 大法官      | Todd         | 1826年5月9日 (25–5)              | 1826年6月16日 – 1828年8月25日 (逝世)              | 2年70天   | 约翰·昆西·亚当斯         |
| 21   |      | 约翰·麦克里恩 (1785–1861)                       | 俄亥俄州           | 大法官      | Trimble      | 1829年3月7日 (鼓掌通过)          | 1830年1月11日 – 1861年4月4日 (逝世)               | 31年83天  | 安德鲁·杰克逊            |
| 22   |      | 亨利·鲍德温 (1780–1844)                         | 宾夕法尼亚州       | 大法官      | Washington   | 1830年1月6日 (41–2)              | 1830年1月18日 – 1844年4月21日 (逝世)              | 14年94天  | 安德鲁·杰克逊            |
| 23   |      | 詹姆斯·摩尔·韦恩 (1790–1867)                    | 喬治亞州           | 大法官      | W. Johnson   | 1835年1月9日 (鼓掌通过)          | 1835年1月14日 – 1867年7月5日 (逝世)               | 32年172天 | 安德鲁·杰克逊            |
| 24   |      | 罗杰·B·托尼 (1777–1864)                         | 马里兰州           | 首席 大法官 | J. Marshall  | 1836年3月15日 (29–15)            | 1836年3月28日 – 1864年10月12日 (逝世)             | 28年198天 | 安德鲁·杰克逊            |
| 25   |      | 菲利普·彭德尔顿·巴伯 (1783–1841)                | 弗吉尼亚州         | 大法官      | Duvall       | 1836年3月15日 (30–11)            | 1836年5月12日 – 1841年2月25日 (逝世)              | 4年289天  | 安德鲁·杰克逊            |
| 26   |      | 约翰·卡特隆 (1786–1865)                         | 田纳西州           | 大法官      | 新席位       | 1837年3月8日 (28–15)             | 1837年5月1日 – 1865年5月30日 (逝世)               | 28年29天  | 安德鲁·杰克逊            |
| 27   |      | 约翰·麦金利 (1780–1852)                         | 亚拉巴马州         | 大法官      | 新席位       | 1837年9月25日 (鼓掌通过)         | 1838年1月9日 – 1852年7月19日 (逝世)               | 14年192天 | 马丁·范布伦              |
| 28   |      | 彼得·维维安·丹尼尔 (1784–1860)                  | 弗吉尼亚州         | 大法官      | Barbour      | 1841年3月2日 (25–5)              | 1842年1月10日 – 1860年5月31日 (逝世)              | 18年142天 | 马丁·范布伦              |
| 29   |      | 塞缪尔·尼尔森 (1792–1873)                       | 纽约州             | 大法官      | Thompson     | 1845年2月14日 (鼓掌通过)         | 1845年2月27日 – 1872年11月28日 (退休)             | 27年275天 | 约翰·泰勒                |
| 30   |      | 利瓦伊·伍德伯里 (1789–1851)                     | 新罕布什尔州       | 大法官      | Story        | 1846年1月31日 (鼓掌通过)         | 1845年9月23日 – 1851年9月4日 (逝世)               | 5年346天  | 詹姆斯·诺克斯·波尔克     |
| 31   |      | 罗伯特·库珀·格里尔 (1794–1870)                  | 宾夕法尼亚州       | 大法官      | Baldwin      | 1846年8月4日 (鼓掌通过)          | 1846年8月10日 – 1870年1月31日 (退休)              | 23年174天 | 詹姆斯·诺克斯·波尔克     |
| 32   |      | 本杰明·罗宾斯·柯蒂斯 (1809–1874)                | 麻薩諸塞州         | 大法官      | Woodbury     | 1851年12月20日 (鼓掌通过)        | 1851年10月10日 – 1857年9月30日 (辞职)             | 5年355天  | 米勒德·菲尔莫尔          |
| 33   |      | 约翰·阿奇博尔德·坎贝尔 (1811–1889)              | 亚拉巴马州         | 大法官      | McKinley     | 1853年3月22日 (鼓掌通过)         | 1853年4月11日 – 1861年4月30日 (辞职)              | 8年19天   | 富兰克林·皮尔斯          |
| 34   |      | 内森·克利福德 (1803–1881)                       | 缅因州             | 大法官      | Curtis       | 1858年1月12日 (26–23)            | 1858年1月21日 – 1881年7月25日 (逝世)              | 23年185天 | 詹姆斯·布坎南            |
| 35   |      | 诺亚·海恩斯·斯威恩 (1804–1884)                  | 俄亥俄州           | 大法官      | McLean       | 1862年1月24日 (38–1)             | 1862年1月27日 – 1881年1月24日 (退休)              | 18年363天 | 亚伯拉罕·林肯            |
| 36   |      | 塞缪尔·弗里曼·米勒 (1816–1890)                  | 艾奥瓦州           | 大法官      | Daniel       | 1862年7月16日 (鼓掌通过)         | 1862年7月21日 – 1890年10月13日 (逝世)             | 28年84天  | 亚伯拉罕·林肯            |
| 37   |      | 大卫·戴维斯 (1815–1886)                         | 伊利诺伊州         | 大法官      | Campbell     | 1862年12月8日 (鼓掌通过)         | 1862年12月10日 – 1877年3月4日 (辞职)              | 14年84天  | 亚伯拉罕·林肯            |
| 38   |      | 斯蒂芬·约翰逊·菲尔德 (1816–1899)                | 加利福尼亚州       | 大法官      | 新席位       | 1863年3月10日 (鼓掌通过)         | 1863年5月10日 – 1897年12月1日 (退休)              | 34年205天 | 亚伯拉罕·林肯            |
| 39   |      | 萨蒙·波特兰·蔡斯 (1808–1873)                    | 俄亥俄州           | 首席 大法官 | Taney        | 1864年12月6日 (鼓掌通过)         | 1864年12月15日 – 1873年5月7日 (逝世)              | 8年143天  | 亚伯拉罕·林肯            |
| 40   |      | 威廉·斯特朗 (1808–1895)                         | 宾夕法尼亚州       | 大法官      | Grier        | 1870年2月18日 (No vote recorded) | 1870年3月14日 – 1880年12月14日 (退休)             | 10年275天 | 尤利西斯·辛普森·格兰特   |
| 41   |      | 约瑟夫·P·布拉德利 (1813–1892)                   | 新泽西州           | 大法官      | 新席位       | 1870年3月21日 (46–9)             | 1870年3月23日 – 1892年1月22日 (逝世)              | 21年305天 | 尤利西斯·辛普森·格兰特   |
| 42   |      | 沃德·亨特 (1810–1886)                           | 纽约州             | 大法官      | Nelson       | 1872年12月11日 (鼓掌通过)        | 1873年1月9日 – 1882年1月27日 (退休)               | 9年18天   | 尤利西斯·辛普森·格兰特   |
| 43   |      | 莫里森·韦特 (1816–1888)                         | 俄亥俄州           | 首席 大法官 | S. P. Chase  | 1874年1月21日 (63–0)             | 1874年3月4日 – 1888年3月23日 (逝世)               | 14年19天  | 尤利西斯·辛普森·格兰特   |
| 44   |      | 約翰·馬歇爾·哈倫 (1833–1911)                    | 肯塔基州           | 大法官      | Davis        | 1877年11月29日 (鼓掌通过)        | 1877年12月10日 – 1911年10月14日 (逝世)            | 33年308天 | 拉瑟福德·伯查德·海斯     |
| 45   |      | 威廉·伯恩汉姆·伍兹 (1824–1887)                  | 喬治亞州           | 大法官      | Strong       | 1880年12月21日 (39–8)            | 1881年1月5日 – 1887年5月14日 (逝世)               | 6年129天  | 拉瑟福德·伯查德·海斯     |
| 46   |      | 斯坦利·马修斯 (1824–1889)                       | 俄亥俄州           | 大法官      | Swayne       | 1881年5月12日 (24–23)            | 1881年5月17日 – 1889年3月22日 (逝世)              | 7年309天  | 詹姆斯·艾布拉姆·加菲尔德 |
| 47   |      | 霍里斯·格雷 (1828–1902)                         | 麻薩諸塞州         | 大法官      | Clifford     | 1881年12月20日 (51–5)            | 1882年1月9日 – 1902年9月15日 (逝世)               | 20年249天 | 切斯特·艾伦·阿瑟         |
| 48   |      | 塞缪尔·布拉奇福德 (1820–1893)                   | 纽约州             | 大法官      | Hunt         | 1882年3月22日 (鼓掌通过)         | 1882年4月3日 – 1893年7月7日 (逝世)                | 11年95天  | 切斯特·艾伦·阿瑟         |
| 49   |      | 卢修斯·昆图斯·辛西内塔·斯拉马尔二世 (1825–1893) | 密西西比州         | 大法官      | Woods        | 1888年1月16日 (32–28)            | 1888年1月18日 – 1893年1月23日 (逝世)              | 5年5天    | 格罗弗·克利夫兰          |
| 50   |      | 梅尔维尔·富勒 (1833–1910)                       | 伊利诺伊州         | 首席 大法官 | Waite        | 1888年7月20日 (41–20)            | 1888年10月8日 – 1910年7月4日 (逝世)               | 21年269天 | 格罗弗·克利夫兰          |
| 51   |      | 大卫·乔什亚·布鲁尔 (1837–1910)                  | 堪薩斯州           | 大法官      | Matthews     | 1889年12月18日 (53–11)           | 1890年1月6日 – 1910年3月28日 (逝世)               | 20年81天  | 本杰明·哈里森            |
| 52   |      | 亨利·比林斯·布朗 (1836–1913)                    | 密歇根州           | 大法官      | Miller       | 1890年12月29日 (鼓掌通过)        | 1891年1月5日 – 1906年5月28日 (退休)               | 16年143天 | 本杰明·哈里森            |
| 53   |      | 小乔治·希拉斯 (1832–1924)                       | 宾夕法尼亚州       | 大法官      | Bradley      | 1892年7月26日 (鼓掌通过)         | 1892年10月10日 – 1903年2月23日 (退休)             | 10年136天 | 本杰明·哈里森            |
| 54   |      | 霍维尔·爱德蒙斯·杰克逊 (1832–1895)              | 田纳西州           | 大法官      | L. Lamar     | 1893年2月18日 (鼓掌通过)         | 1893年3月4日 – 1895年8月8日 (逝世)                | 2年157天  | 本杰明·哈里森            |
| 55   |      | 爱德华·道格拉斯·怀特 (1845–1921)                | 路易斯安那州       | 大法官      | Blatchford   | 1894年2月19日 (鼓掌通过)         | 1894年3月12日 – 1910年12月18日 (成为首席大法官)   | 16年281天 | 格罗弗·克利夫兰          |
| 56   |      | 鲁弗斯·威勒·派克汉姆 (1838–1909)                | 纽约州             | 大法官      | H. Jackson   | 1895年12月9日 (鼓掌通过)         | 1896年1月6日 – 1909年10月24日 (逝世)              | 13年291天 | 格罗弗·克利夫兰          |
| 57   |      | 约瑟夫·麦肯纳 (1843–1926)                       | 加利福尼亚州       | 大法官      | Field        | 1898年1月21日 (鼓掌通过)         | 1898年1月26日 – 1925年1月5日 (退休)               | 26年345天 | 威廉·麦金莱              |
| 58   |      | 小奥利弗·温德尔·霍姆斯 (1841–1935)              | 麻薩諸塞州         | 大法官      | Gray         | 1902年12月4日 (鼓掌通过)         | 1902年12月8日 – 1932年1月12日 (退休)              | 29年35天  | 西奥多·罗斯福            |
| 59   |      | 威廉·R·戴 (1849–1923)                           | 俄亥俄州           | 大法官      | Shiras       | 1903年2月23日 (鼓掌通过)         | 1903年3月2日 – 1922年11月13日 (退休)              | 19年256天 | 西奥多·罗斯福            |
| 60   |      | 威廉·亨利·穆迪 (1853–1917)                      | 麻薩諸塞州         | 大法官      | Brown        | 1906年12月12日 (鼓掌通过)        | 1906年12月17日 – 1910年11月20日 (退休)            | 3年338天  | 西奥多·罗斯福            |
| 61   |      | 霍拉斯·哈蒙·勒顿 (1844–1914)                    | 田纳西州           | 大法官      | Peckham      | 1909年12月20日 (鼓掌通过)        | 1910年1月3日 – 1914年7月12日 (逝世)               | 4年204天  | 威廉·霍华德·塔夫脱       |
| 62   |      | 查尔斯·埃文斯·休斯 (1862–1948)                  | 纽约州             | 大法官      | Brewer       | 1910年5月2日 (鼓掌通过)          | 1910年10月10日 – 1916年6月10日 (辞职)             | 5年244天  | 威廉·霍华德·塔夫脱       |
| 55   |      | 爱德华·道格拉斯·怀特 (1845–1921)                | 路易斯安那州       | 首席 大法官 | Fuller       | 1910年12月12日 (鼓掌通过)        | 1910年12月19日 – 1921年5月19日 (逝世)             | 10年151天 | 威廉·霍华德·塔夫脱       |
| 63   |      | 威利斯·凡·德凡特 (1859–1941)                    | 怀俄明州           | 大法官      | E. D. White  | 1910年12月15日 (鼓掌通过)        | 1911年1月3日 – 1937年6月2日 (退休)                | 26年150天 | 威廉·霍华德·塔夫脱       |
| 64   |      | 约瑟夫·鲁克·拉玛 (1857–1916)                    | 喬治亞州           | 大法官      | Moody        | 1910年12月15日 (鼓掌通过)        | 1911年1月3日 – 1916年1月2日 (逝世)                | 4年364天  | 威廉·霍华德·塔夫脱       |
| 65   |      | 马隆·皮特尼 (1858–1924)                         | 新泽西州           | 大法官      | J. Harlan    | 1912年3月13日 (50–26)            | 1912年3月18日 – 1922年12月31日 (辞职)             | 10年288天 | 威廉·霍华德·塔夫脱       |
| 66   |      | 詹姆斯·克拉克·麦克雷诺兹 (1862–1946)            | 田纳西州           | 大法官      | Lurton       | 1914年8月29日 (44–6)             | 1914年10月12日 – 1941年1月31日 (退休)             | 26年111天 | 伍德罗·威尔逊            |
| 67   |      | 路易斯·布蘭迪斯 (1856–1941)                     | 肯塔基州           | 大法官      | J. Lamar     | 1916年6月1日 (47–22)             | 1916年6月5日 – 1939年2月13日 (退休)               | 22年253天 | 伍德罗·威尔逊            |
| 68   |      | 约翰·海辛·克拉克 (1857–1945)                    | 俄亥俄州           | 大法官      | Hughes       | 1916年7月24日 (鼓掌通过)         | 1916年10月9日 – 1922年9月18日 (退休)              | 5年344天  | 伍德罗·威尔逊            |
| 69   |      | 威廉·霍华德·塔夫脱 (1857–1930)                  | 康乃狄克州         | 首席 大法官 | E. D. White  | 1921年6月30日 (鼓掌通过)         | 1921年7月11日 – 1930年2月3日 (退休)               | 8年207天  | 沃伦·盖玛利尔·哈定       |
| 70   |      | 乔治·萨瑟兰 (1862–1942)                         | 犹他州             | 大法官      | Clarke       | 1922年9月5日 (鼓掌通过)          | 1922年10月2日 – 1938年1月17日 (退休)              | 15年107天 | 沃伦·盖玛利尔·哈定       |
| 71   |      | 皮尔斯·巴特勒 (1866–1939)                       | 明尼蘇達州         | 大法官      | Day          | 1922年12月21日 (61–8)            | 1923年1月2日 – 1939年11月16日 (逝世)              | 16年318天 | 沃伦·盖玛利尔·哈定       |
| 72   |      | 爱德华·特瑞·桑福德 (1865–1930)                  | 田纳西州           | 大法官      | Pitney       | 1923年1月29日 (鼓掌通过)         | 1923年2月19日 – 1930年3月8日 (逝世)               | 7年17天   | 沃伦·盖玛利尔·哈定       |
| 73   |      | 哈伦·菲斯克·斯通 (1872–1946)                    | 纽约州             | 大法官      | McKenna      | 1925年2月5日 (71–6)              | 1925年3月2日 – 1941年7月2日 (成为首席大法官)      | 16年122天 | 卡尔文·柯立芝            |
| 62   |      | 查尔斯·埃文斯·休斯 (1862–1948)                  | 纽约州             | 首席 大法官 | Taft         | 1930年2月13日 (52–26)            | 1930年2月24日 – 1941年6月30日 (退休)              | 11年126天 | 赫伯特·胡佛              |
| 74   |      | 欧文·罗伯茨 (1875–1955)                         | 宾夕法尼亚州       | 大法官      | Sanford      | 1930年5月20日 (鼓掌通过)         | 1930年6月2日 – 1945年7月31日 (辞职)               | 15年59天  | 赫伯特·胡佛              |
| 75   |      | 本杰明·N·卡多佐 (1870–1938)                     | 纽约州             | 大法官      | Holmes       | 1932年2月24日 (鼓掌通过)         | 1932年3月14日 – 1938年7月9日 (逝世)               | 6年117天  | 赫伯特·胡佛              |
| 76   |      | 休戈·布萊克 (1886–1971)                         | 亚拉巴马州         | 大法官      | Van Devanter | 1937年8月17日 (63–16)            | 1937年8月19日 – 1971年9月17日 (退休)              | 34年29天  | 富兰克林·德拉诺·罗斯福   |
| 77   |      | 斯坦利·福尔曼·里德 (1884–1980)                  | 肯塔基州           | 大法官      | Sutherland   | 1938年1月25日 (鼓掌通过)         | 1938年1月31日 – 1957年2月25日 (退休)              | 19年25天  | 富兰克林·德拉诺·罗斯福   |
| 78   |      | 费利克斯·弗兰克福特 (1882–1965)                 | 麻薩諸塞州         | 大法官      | Cardozo      | 1939年1月17日 (鼓掌通过)         | 1939年1月30日 – 1962年8月28日 (退休)              | 23年210天 | 富兰克林·德拉诺·罗斯福   |
| 79   |      | 威廉·道格拉斯 (1898–1980)                       | 康乃狄克州         | 大法官      | Brandeis     | 1939年4月4日 (62–4)              | 1939年4月17日 – 1975年11月12日 (退休)             | 36年211天 | 富兰克林·德拉诺·罗斯福   |
| 80   |      | 弗兰克·墨菲 (1890–1949)                         | 密歇根州           | 大法官      | Butler       | 1940年1月16日 (鼓掌通过)         | 1940年2月5日 – 1949年7月19日 (逝世)               | 9年164天  | 富兰克林·德拉诺·罗斯福   |
| 73   |      | 哈伦·菲斯克·斯通 (1872–1946)                    | 纽约州             | 首席 大法官 | Hughes       | 1941年6月27日 (鼓掌通过)         | 1941年7月3日 – 1946年4月22日 (逝世)               | 4年293天  | 富兰克林·德拉诺·罗斯福   |
| 81   |      | 詹姆斯·弗朗西斯·伯恩斯 (1882–1972)              | 南卡罗来纳州       | 大法官      | McReynolds   | 1941年6月12日 (鼓掌通过)         | 1941年7月8日 – 1942年10月3日 (辞职)               | 1年87天   | 富兰克林·德拉诺·罗斯福   |
| 82   |      | 罗伯特·H·杰克逊 (1892–1954)                     | 纽约州             | 大法官      | Stone        | 1941年7月7日 (鼓掌通过)          | 1941年7月11日 – 1954年10月9日 (逝世)              | 13年90天  | 富兰克林·德拉诺·罗斯福   |
| 83   |      | 威利·布朗特·鲁特里奇 (1894–1949)                | 艾奥瓦州           | 大法官      | Byrnes       | 1943年2月8日 (鼓掌通过)          | 1943年2月15日 – 1949年9月10日 (逝世)              | 6年207天  | 富兰克林·德拉诺·罗斯福   |
| 84   |      | 哈罗德·希茨·伯顿 (1888–1964)                    | 俄亥俄州           | 大法官      | O. Roberts   | 1945年9月19日 (鼓掌通过)         | 1945年10月1日 – 1958年10月13日 (退休)             | 13年12天  | 哈里·S·杜鲁门            |
| 85   |      | 弗雷德·文森 (1890–1953)                         | 肯塔基州           | 首席 大法官 | Stone        | 1946年6月20日 (鼓掌通过)         | 1946年6月24日 – 1953年9月8日 (逝世)               | 7年76天   | 哈里·S·杜鲁门            |
| 86   |      | 汤姆·C·克拉克 (1899–1977)                       | 德克萨斯州         | 大法官      | Murphy       | 1949年8月18日 (73–8)             | 1949年8月24日 – 1967年6月12日 (退休)              | 17年292天 | 哈里·S·杜鲁门            |
| 87   |      | 谢尔曼·明顿 (1890–1965)                         | 印第安纳州         | 大法官      | W. Rutledge  | 1949年10月4日 (48–16)            | 1949年10月12日 – 1956年10月15日 (退休)            | 7年3天    | 哈里·S·杜鲁门            |
| 88   |      | 厄尔·沃伦 (1891–1974)                           | 加利福尼亚州       | 首席 大法官 | Vinson       | 1954年3月1日 (鼓掌通过)          | 1953年10月5日 – 1969年6月23日 (退休)              | 15年261天 | 德怀特·艾森豪威尔        |
| 89   |      | 約翰·馬歇爾·哈倫 (1899–1971)                    | 纽约州             | 大法官      | R. Jackson   | 1955年3月16日 (71–11)            | 1955年3月28日 – 1971年9月23日 (退休)              | 16年179天 | 德怀特·艾森豪威尔        |
| 90   |      | 小威廉·布倫南 (1906–1997)                       | 新泽西州           | 大法官      | Minton       | 1957年3月19日 (鼓掌通过)         | 1956年10月16日 – 1990年7月20日 (退休)             | 33年277天 | 德怀特·艾森豪威尔        |
| 91   |      | 查尔斯·埃文斯·惠特克 (1901–1973)                | 密蘇里州           | 大法官      | Reed         | 1957年3月19日 (鼓掌通过)         | 1957年3月25日 – 1962年3月31日 (退休)              | 5年6天    | 德怀特·艾森豪威尔        |
| 92   |      | 波特·斯图尔特 (1915–1985)                       | 俄亥俄州           | 大法官      | Burton       | 1959年5月5日 (70–17)             | 1958年10月14日 – 1981年7月3日 (退休)              | 22年262天 | 德怀特·艾森豪威尔        |
| 93   |      | 拜倫·懷特 (1917–2002)                           | 科羅拉多州         | 大法官      | Whittaker    | 1962年4月11日 (鼓掌通过)         | 1962年4月16日 – 1993年6月28日 (退休)              | 31年73天  | 约翰·肯尼迪              |
| 94   |      | 亚瑟·戈德堡 (1908–1990)                         | 伊利诺伊州         | 大法官      | Frankfurter  | 1962年9月25日 (鼓掌通过)         | 1962年10月1日 – 1965年7月25日 (辞职)              | 2年300天  | 约翰·肯尼迪              |
| 95   |      | 亚伯拉罕·亚伯·方特斯 (1910–1982)                | 田纳西州           | 大法官      | Goldberg     | 1965年8月11日 (鼓掌通过)         | 1965年10月4日 – 1969年5月14日 (辞职)              | 3年222天  | 林登·约翰逊              |
| 96   |      | 瑟古德·马歇尔 (1908–1993)                       | 纽约州             | 大法官      | Clark        | 1967年8月30日 (69–11)            | 1967年10月2日 – 1991年10月1日 (退休)              | 23年364天 | 林登·约翰逊              |
| 97   |      | 沃伦·厄尔·伯格 (1907–1995)                      | 弗吉尼亚州         | 首席 大法官 | Warren       | 1969年6月9日 (74–3)              | 1969年6月23日 – 1986年9月26日 (退休)              | 17年95天  | 理查德·尼克松            |
| 98   |      | 哈利·布萊克蒙 (1908–1999)                       | 明尼蘇達州         | 大法官      | Fortas       | 1970年5月12日 (94–0)             | 1970年6月9日 – 1994年8月3日 (退休)                | 24年55天  | 理查德·尼克松            |
| 99   |      | 劉易斯·鮑威爾 (1907–1998)                       | 弗吉尼亚州         | 大法官      | Black        | 1971年12月6日 (89–1)             | 1972年1月7日 – 1987年6月26日 (退休)               | 15年170天 | 理查德·尼克松            |
| 100  |      | 威廉·伦奎斯特 (1924–2005)                       | 亞利桑那州         | 大法官      | J. Harlan II | 1971年12月10日 (68–26)           | 1972年1月7日 – 1986年9月26日 (成为首席大法官)     | 14年262天 | 理查德·尼克松            |
| 101  |      | 約翰·保羅·史蒂文斯 (1920–2019)                  | 伊利诺伊州         | 大法官      | Douglas      | 1975年12月17日 (98–0)            | 1975年12月19日 – 2010年6月29日 (退休)             | 34年192天 | 杰拉尔德·福特            |
| 102  |      | 桑德拉·戴·奧康納 (1930年)                       | 亞利桑那州         | 大法官      | Stewart      | 1981年9月21日 (99–0)             | 1981年9月25日 – 2006年1月31日 (退休)              | 24年128天 | 罗纳德·里根              |
| 100  |      | 威廉·伦奎斯特 (1924–2005)                       | 弗吉尼亚州         | 首席 大法官 | Burger       | 1986年9月17日 (65–33)            | 1986年9月26日 – 2005年9月3日 (逝世)               | 18年342天 | 罗纳德·里根              |
| 103  |      | 安東寧·斯卡利亞 (1936–2016)                     | 弗吉尼亚州         | 大法官      | Rehnquist    | 1986年9月17日 (98–0)             | 1986年9月26日 – 2016年2月13日 (逝世)              | 29年140天 | 罗纳德·里根              |
| 104  |      | 安東尼·肯尼迪 (1936年)                          | 加利福尼亚州       | 大法官      | Powell       | 1988年2月3日 (97–0)              | 1988年2月18日 – 2018年7月31日 (退休)              | 30年163天 | 罗纳德·里根              |
| 105  |      | 戴維·蘇特 (1939年)                              | 新罕布什尔州       | 大法官      | Brennan      | 1990年10月2日 (90–9)             | 1990年10月9日 – 2009年6月29日 (退休)              | 18年263天 | 乔治·赫伯特·沃克·布什    |
| 106  |      | 克拉倫斯·托馬斯 (1948年)                        | 喬治亞州           | 大法官      | T. Marshall  | 1991年10月15日 (52–48)           | 1991年10月23日 – 目前在任                         | 33年148天 | 乔治·赫伯特·沃克·布什    |
| 107  |      | 露絲·貝德·金斯堡 (1933–2020)                    | 纽约州             | 大法官      | B. White     | 1993年8月3日 (96–3)              | 1993年8月10日 – 2020年9月18日 (逝世)              | 27年39天  | 比尔·克林顿              |
| 108  |      | 史蒂芬·布雷耶 (1938年)                          | 麻薩諸塞州         | 大法官      | Blackmun     | 1994年7月29日 (87–9)             | 1994年8月3日 – 2022年6月30日 (退休)               | 27年331天 | 比尔·克林顿              |
| 109  |      | 約翰·羅伯茨 (1955年)                            | 马里兰州           | 首席 大法官 | Rehnquist    | 2005年9月29日 (78–22)            | 2005年9月29日 – 目前在任                          | 19年172天 | 乔治·沃克·布什           |
| 110  |      | 塞繆爾·阿利托 (1950年)                          | 新泽西州           | 大法官      | O'Connor     | 2006年1月31日 (58–42)            | 2006年1月31日 – 目前在任                          | 19年48天  | 乔治·沃克·布什           |
| 111  |      | 索尼娅·索托马约尔 (1954年)                      | 纽约州             | 大法官      | Souter       | 2009年8月6日 (68–31)             | 2009年8月8日 – 目前在任                           | 15年224天 | 贝拉克·奥巴马            |
| 112  |      | 艾蕾娜·卡根 (1960年)                            | 麻薩諸塞州         | 大法官      | Stevens      | 2010年8月5日 (63–37)             | 2010年8月7日 – 目前在任                           | 14年225天 | 贝拉克·奥巴马            |
| 113  |      | 尼尔·戈萨奇 (1967年)                            | 科羅拉多州         | 大法官      | Scalia       | 2017年4月7日 (54–45)             | 2017年4月10日 – 目前在任                          | 7年344天  | 唐納·川普                |
| 114  |      | 布雷特·卡瓦諾 (1965年)                          | 马里兰州           | 大法官      | Kennedy      | 2018年10月6日 (50–48)            | 2018年10月6日 – 目前在任                          | 6年165天  | 唐納·川普                |
| 115  |      | 艾米·康尼·巴雷特 (1972年)                       | 印第安纳州         | 大法官      | Ginsburg     | 2020年10月26日 (52–48)           | 2020年10月27日 – 目前在任                         | 4年144天  | 唐納·川普                |
| 116  |      | 凯坦吉·布朗·杰克森 (1970年)                     | 华盛顿哥伦比亚特区 | 大法官      | Breyer       | 2022年4月7日 (53–47)             | 2022年6月30日 – 目前在任                          | 2年263天  | 乔·拜登                  |
| 法官 | 法官 | 法官                                            | 州份               | 职位        | 接替         | 确认日期 (投票)                  | 任期                                              | 任期时长  | 提名总统                 |